# Радібор
Радібор (нім. Radibor; в.-луж. Radwor) — громада в Німеччині, розташована в землі Саксонія. Входить до складу району Бауцен.
Площа — 61,93 км2. Населення становить 3163 ос. (станом на 31 грудня 2020).
Офіційним мовою в населеному пункті, крім німецької, є верхньолужицька.

## Галерея

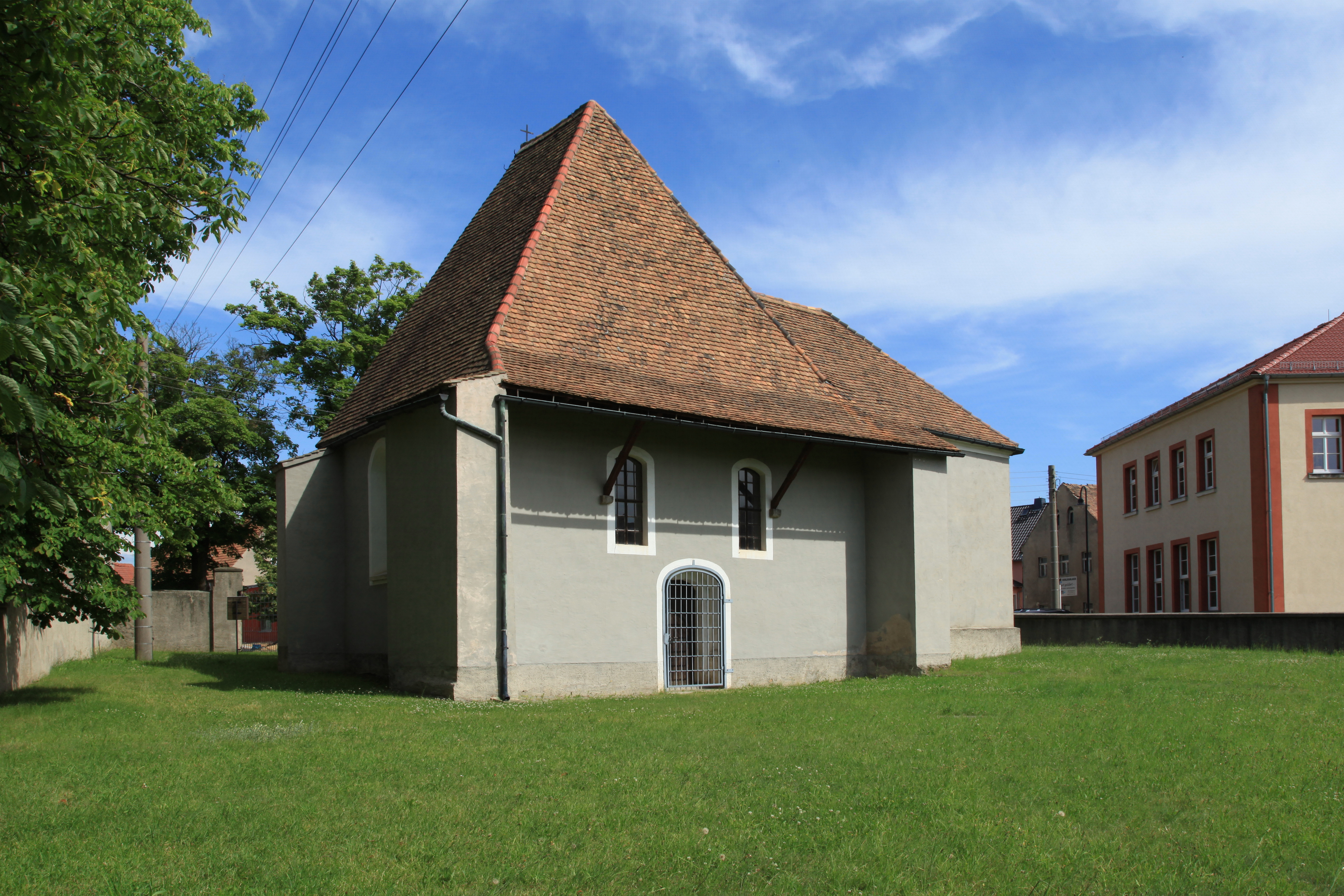
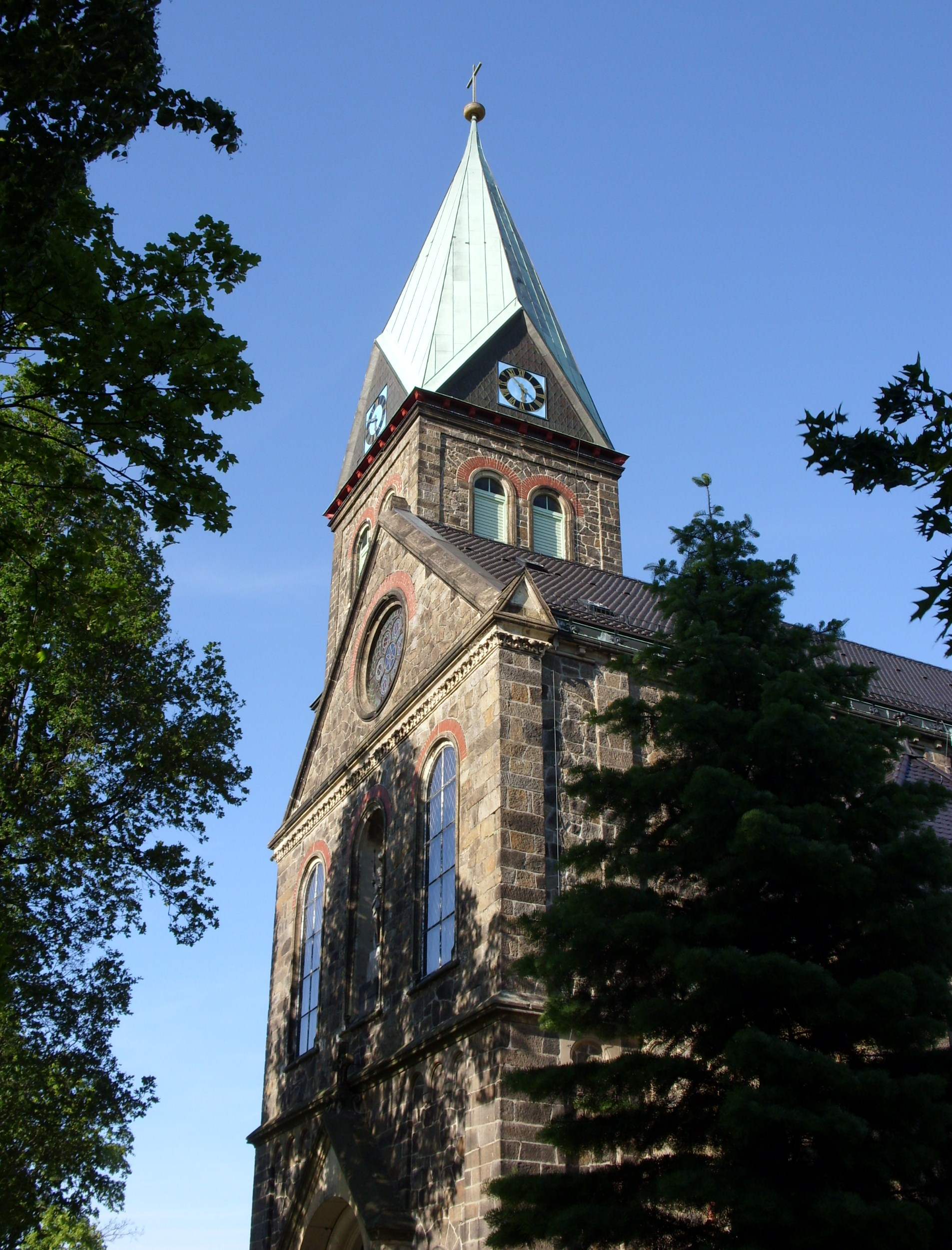
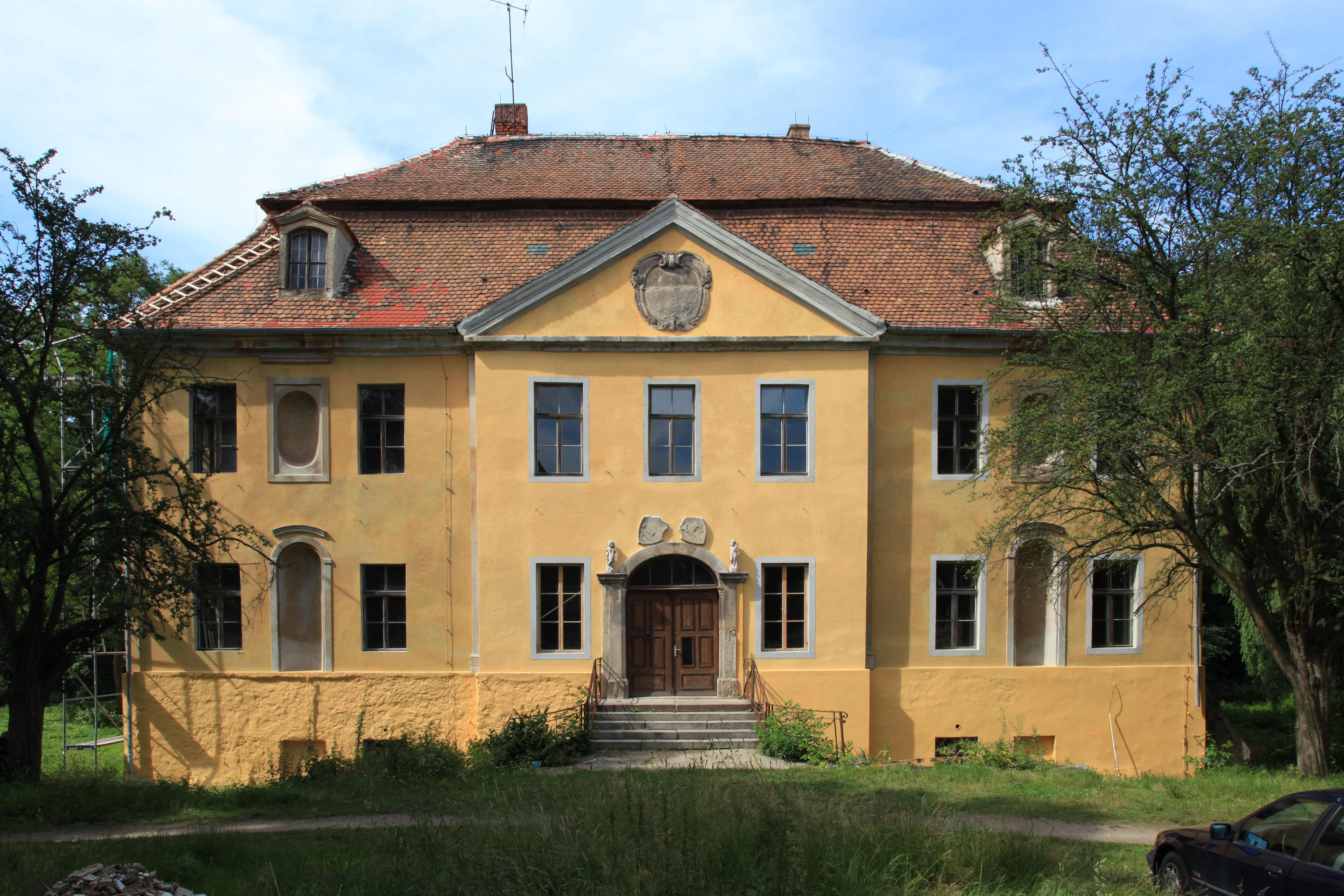

## Відомі люди
- Алоїз Андрицький (1914—1943) — блаженний Католицької церкви, священик, мученик. Перший лужичанин, прославлений Католицькою церквою.